# Sportovní hala Fortuna
Sportovní hala Fortuna je multifunkční hala v Praze. Byla postavena v letech 1953–1962. Na domácí utkání ji do roku 2015 využíval hokejový klub HC Sparta Praha a částečně basketbalový tým ČEZ Basketball Nymburk. HC Sparta Praha halu nadále využívá jako tréninkové zázemí. Konají se zde také různé koncerty a prezentace. V letech 2012–2014 arénu využíval také HC Lev Praha. V dnešní době (2022) ji využívají hlavně mládežnické týmy Sparty. Po O2 areně je to druhá největší hala v Česku.
Hala v letech 1972, 1978, 1985 a 1992 hostila mistrovství světa v ledním hokeji, v roce 1993 v krasobruslení a v roce 1980 finále Davisova poháru.
Hala těsně sousedí s menší Malou sportovní halou, která je se Sportovní halou Fortuna propojena tunelem a která se používá mimo jiné jako tréninkový prostor.

## Vývoj názvu haly
Dřívější názvy haly:
- Sportovní hala ČSTV v PKOJF (v letech 1962–1999)
- Paegas Arena (v letech 1999–2002)
- T-Mobile Arena (v letech 2002–2008)
- Tesla Arena (v letech 2008–2011)
- Tipsport arena (v letech 2011–2022)

## Události

### Koncerty
- José Feliciano (1970)
- Johnny Cash (1978)
- Depeche Mode (1988, září 1998, září 2001)
- Duran Duran (1988, červen 2005)
- Erasure (1989)
- Koncert pro všechny slušný lidi (1989)
- The Cure (1990, listopad 1997, duben 2000, únor 2008)
- Pet Shop Boys (1991, prosinec 2009)
- Einstürzende Neubauten (1991)
- Frank Zappa (1991)
- Jethro Tull (1991)
- Faith No More (1992, 1995, srpen 2009)
- Deep Purple (říjen 1993, listopad 1998, červen 2000, listopad 2003, květen 2009, říjen 2010)
- Black Sabbath (květen 1994)
- Bob Dylan (červenec 1994, říjen 2003)
- Roxette (říjen 1994, říjen 2001)
- ZZ Top (prosinec 1994, únor 1997, květen 2009)
- Beastie Boys (únor 1995)
- Sinéad O’Connor (červen 1995)
- R.E.M. (srpen 1995)
- Neil Young a Pearl Jam (srpen 1995)
- Green Day (září 1995, březen 1996, leden 2017)
- Simple Minds (říjen 1995)
- Iron Maiden (říjen 1995, červen 2000, říjen 2003, květen 2005)
- Ozzy Osbourne (prosinec 1995)
- David Bowie (únor 1996, červen 2004)
- Lenny Kravitz (březen 1996)
- AC/DC (květen 1996)
- Sting (červen 1996, únor 1999, listopad 2004)
- Moby (červen 1996)
- Red Hot Chili Peppers (červen 1996)
- Sex Pistols (červenec 1996)
- Metallica (září 1996)
- Def Leppard (říjen 1996)
- KISS (prosinec 1996, březen 1999)
- The Offspring (duben 1997, červen 2001)
- Kelly Family (duben 1997, srpen 1997)
- Aerosmith (květen 1997)
- Jean‐Michel Jarre (červen 1997)
- Alice Cooper (červen 1997)
- The Smashing Pumpkins (červenec 1997, leden 2008)
- Oasis (listopad 1997)
- Phil Collins (prosinec 1997)
- Genesis (únor 1998)
- Jimmy Page a Robert Plant (únor 1998, listopad 1998)
- The Corrs (srpen 1998)
- The Rolling Stones (srpen 1998)
- Status Quo (listopad 1998)
- Massive Attack (listopad 1998, červen 2010)
- Mike Oldfield (červen 1999)
- Whitney Houston (září 1999)
- Toto (říjen 1999)
- Cher (prosinec 1999)
- The Cranberries (květen 2000, duben 2002, listopad 2012)
- Marilyn Manson (únor 2001)
- Judas Priest (březen 2001, červen 2004)
- Tom Jones (září 2001)
- Clawfinger (listopad 2001)
- Rammstein (listopad 2001, prosinec 2004)
- Jamiroquai (červen 2002)
- Bryan Adams (duben 2003)
- Yes (červen 2003)
- Dave Gahan (červen 2003)
- Linkin Park (září 2003)
- Robbie Williams (listopad 2003)
- Peter Gabriel (květen 2003)
- Rush (září 2004)
- Seal (duben 2005, červen 2010)
- Mark Knopfler (květen 2005, květen 2008)
- Korn (srpen 2005)
- Simply Red (prosinec 2005, listopad 2010)
- Tool (červen 2006)
- My Chemical Romance (červen 2007)
- The Chemical Brothers (srpen 2007)
- Rihanna (březen 2008)
- Nick Cave and the Bad Seeds (květen 2008, listopad 2013)
- Sigur Rós (srpen 2008)
- Leonard Cohen (září 2008)
- The Pussycat Dolls (únor 2009)
- B.B. King (červen 2009)
- The Prodigy (listopad 2009)
- 50 Cent (březen 2010)
- Jeff Beck (červen 2011)
- Pitbull (červen 2012)
- Portishead (červen 2013)
- Thirty Seconds to Mars (červen 2014, duben 2018)
- Ed Sheeran (únor 2015)
- Enrique Iglesias (prosinec 2016)
- The Chainsmokers (únor 2018)
- Slayer (červen 2019)
- Megadeth (únor 2020)
- Five Finger Death Punch (únor 2020)
- Simple Plan (říjen 2022)
- Parov Stelar (říjen 2022)
- Hozier (prosinec 2023)
- Within Temptation (říjen 2024)
- Arch Enemy (říjen 2024)
- In Flames (říjen 2024)
- Powerwolf (říjen 2024)
- HammerFall (říjen 2024)
- DJ BoBo (listopad 2024)
- Dream Theater (listopad 2024)

## Galerie

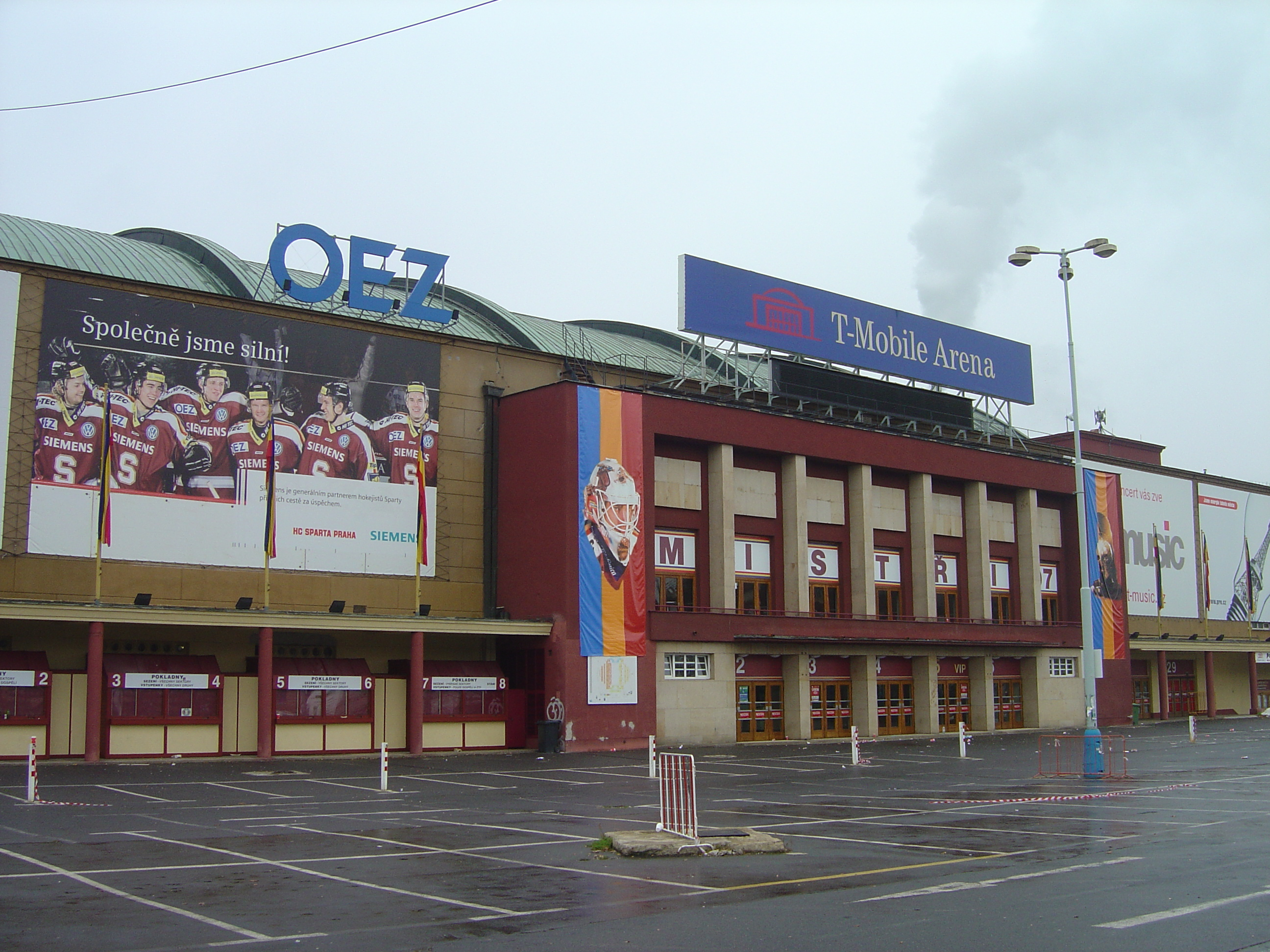
Hala roku 2007
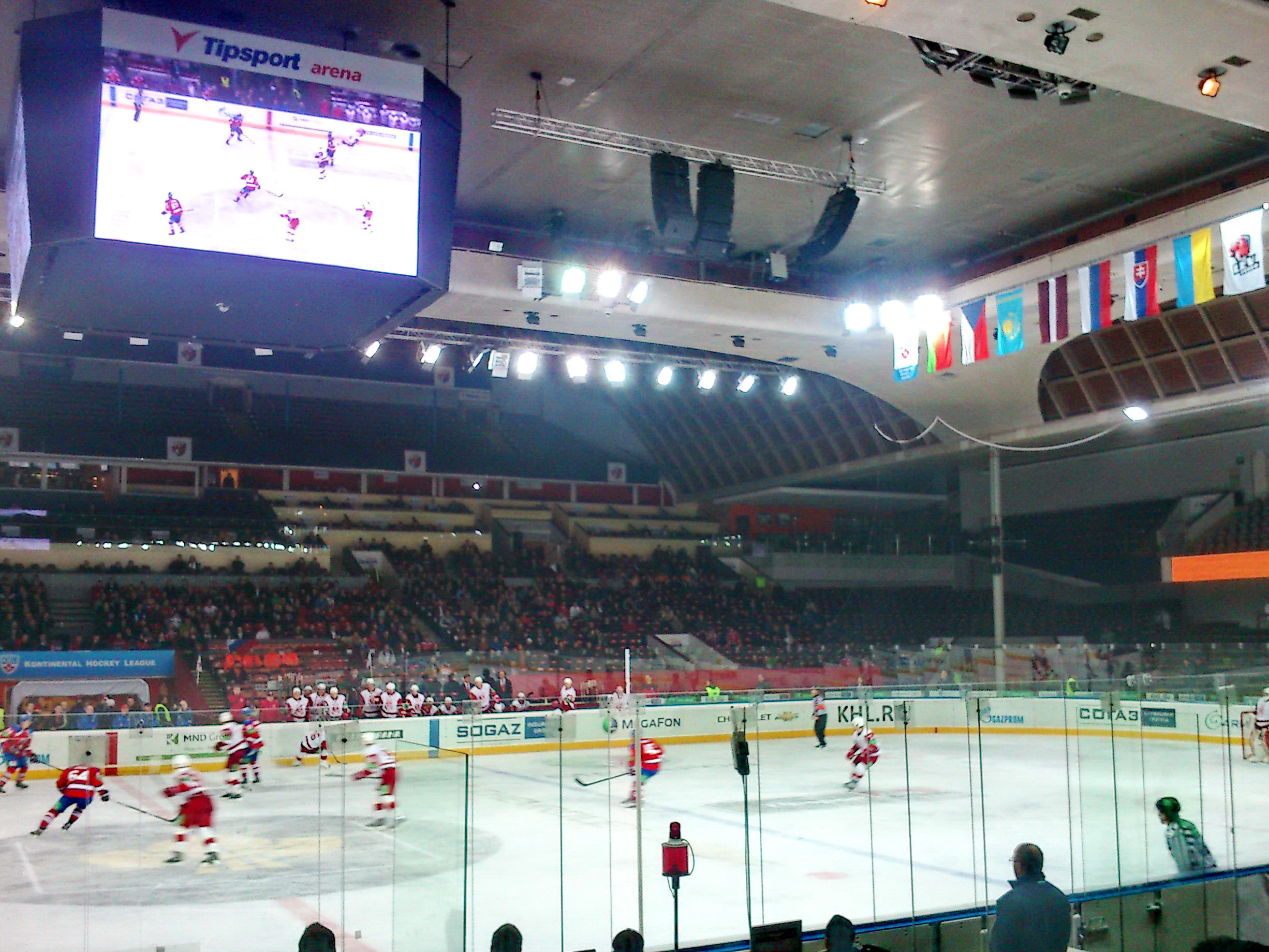
Zápas HC Lev Praha v hale (2013)
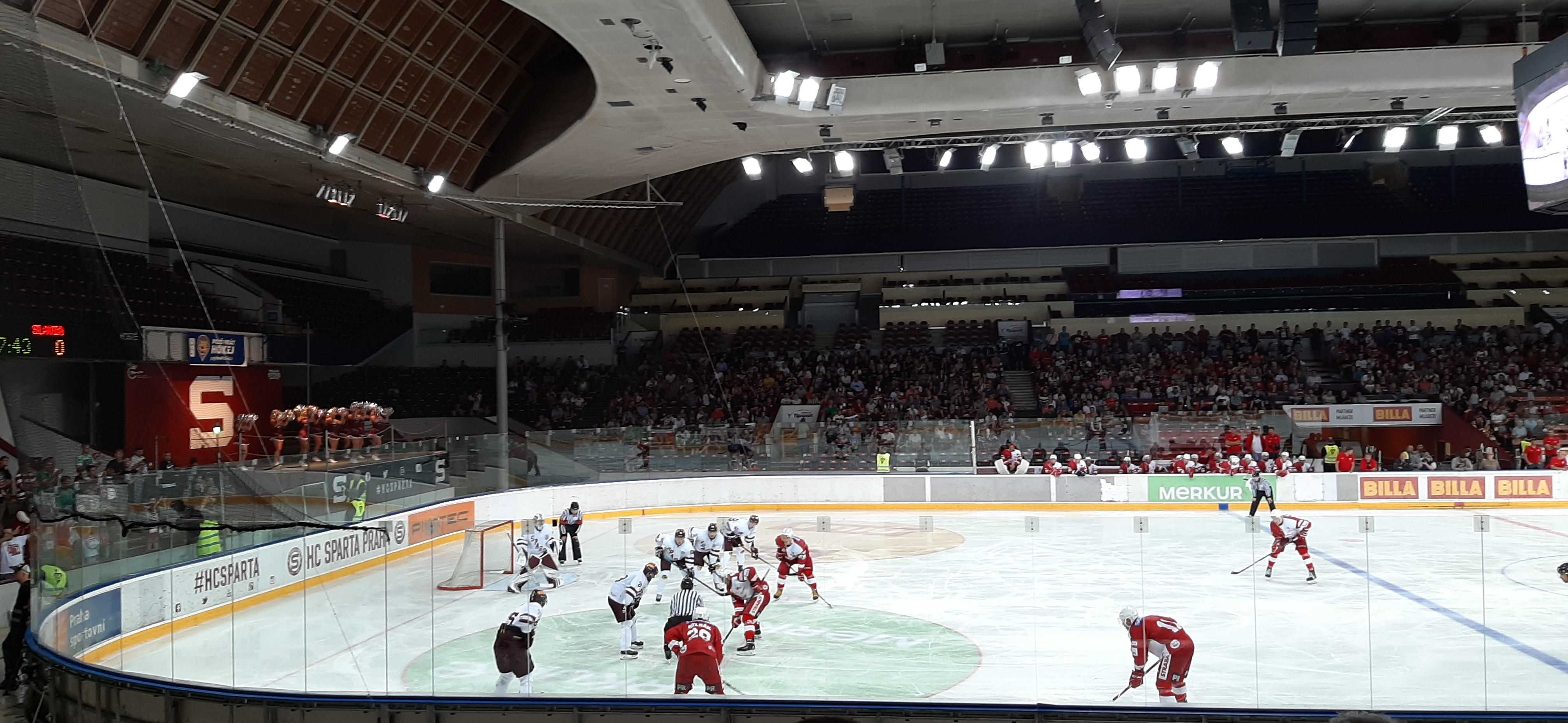
Přípravné utkání Sparta–Slavia (2019)
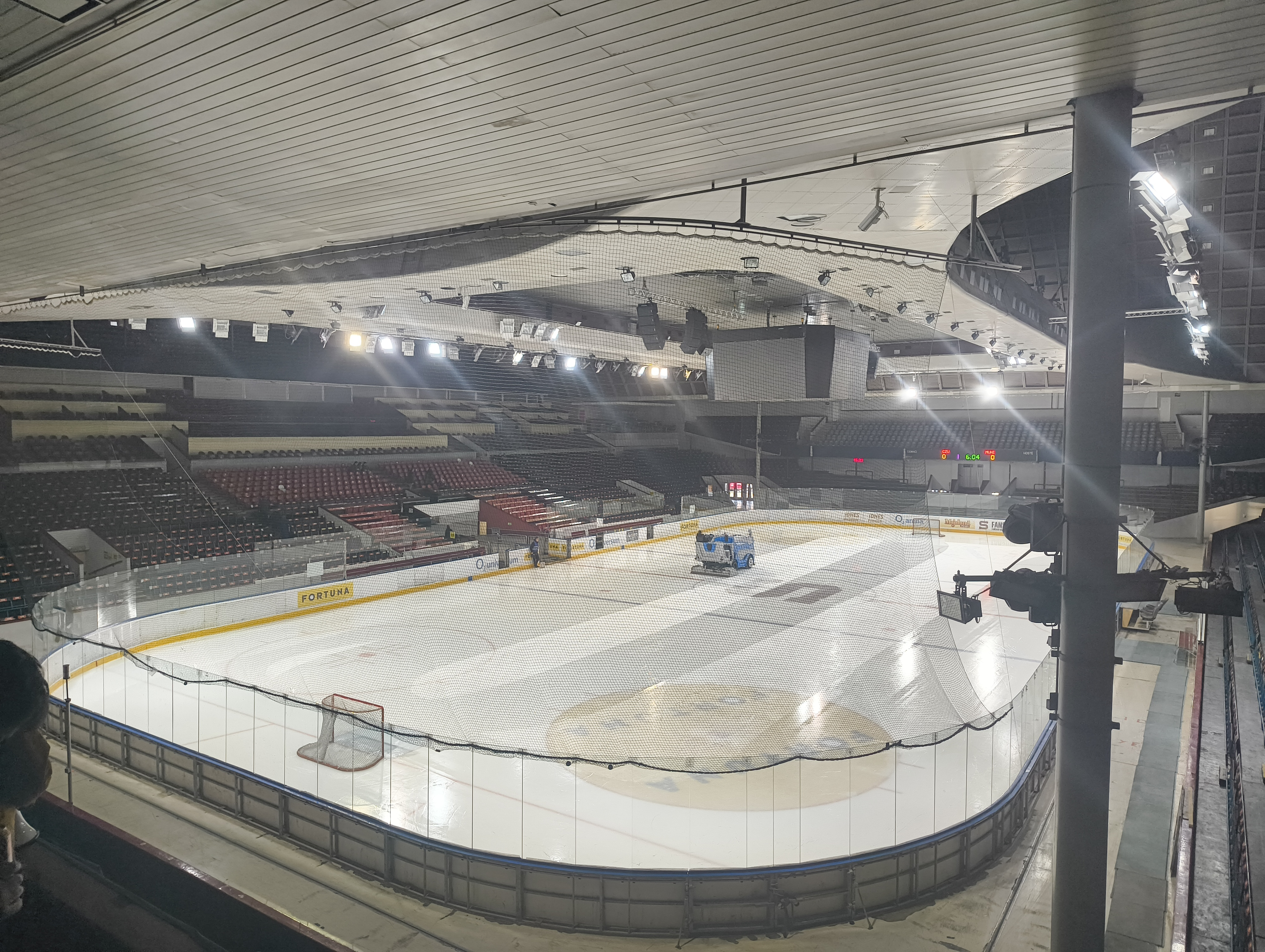
Interiér (2025)